# Nicola Michetti
Nicola Michetti (* um 1680 in Rom; † 1758/59) war ein italienischer Architekt, der in Italien und Sankt Petersburg arbeitete.
Er war ein Schüler von Carlo Fontana. 1717–23 arbeitete er an der Kirche San Pietro in Zagarolo. Danach baute er für Zar Peter den Großen den Konstantinpalast und das Barockschloss in Kadriorg (Catherinenthal). Er entwarf auch die Fontänen am Peterhof. Zurück in Rom entwarf er 1731/1732 die Westfront des Palazzo Colonna.